# Sitriuc mac Ímair
Sitric mac Ímair (... – 896 circa) è stato un Re vichingo-gaelico di Dublino nel IX secolo.
Figlio di Ímar, apparteneva alla dinastia vichingo-gaelica degli Uí Ímair. Fu ucciso in una congiura da altri vichinghi, insieme a due suoi congiuntiː Glúntradna figlio di Glúniarann e Amlaíb, nipote di Ímar.

### Fonti
- Annali dell'Ulster
- Annali dei quattro maestri
- Annali frammentari d'Irlanda
- Cogad Gáedel re Gallaib
- Cronaca degli Scoti

### Studi
- Downham C (2007), Viking Kings of Britain and Ireland : The Dynasty of Ívarr to A.D. 1014, Edimburgo, Dunedin Academic Press, ISBN 978-1-903765-89-0.
- Forte A, Oram R, Pedersen F (2005), Viking Empires, Cambridge University Press, ISBN 0-521-82992-5.
- Helle K [a cura di] (2003), The Cambridge History of Scandinavia. Volume 1: Prehistory to 1520, Cambridge University Press, ISBN 0-521-47299-7.
- Holman K (2007), The Northern Conquest : Vikings in Britain and Ireland, Oxford, Signal.
- Hudson BT (2005), Viking Pirates and Christian Princes: Dynasty, Religion, and Empire in the North Atlantic, Oxford.
- Jones G (1984), A History of the Vikings, ed. riv., Oxford University Press, ISBN 9780192158826.
- Ó Corráin D (1997), Ireland, Wales, Man and the Hebrides, in Sawyer P [a cura di] (1997), The Oxford Illustrated History of the Vikings, Oxford University Press, ISBN 0-19-285434-8,
- Ó Corráin D (1998), The Vikings in Scotland and Ireland in the Ninth Century, in Peritia, 12: 296–339.
- Ó Cróinín D (1995), Early Medieval Ireland 400–1200, Londra, Longman, ISBN 0-582-01565-0.
- Valante MA (2008), The Vikings in Ireland: Settlement, Trade, and Urbanization, Four Courts.
- Woolf A (2002), Age of Sea-Kings: 900-1300, in Donald O [a cura di] (2002), The Argyll Book, Edimburgo, Birlinn, pp. 94–109.
- Woolf A (2007), From Pictland to Alba, 789–1070, in The New Edinburgh History of Scotland, Edinburgh University Press, ISBN 978-0-7486-1234-5.